# Саградо
Сагра̀до (на италиански: Sagrado; на фриулски: Segrât, Сеграт, на словенски: Zagraj, Заграй) е село и община в Северна Италия, провинция Гориция, автономен регион Фриули-Венеция Джулия. Разположено е на 32 m надморска височина. Населението на общината е 2267 души (към 2010 г.).